# Timócrates de Rodas
Timócrates de Rodas fue un griego rodio enviado por el sátrapa persa Farnabazo II en 396 o 395 a. C. para repartir dinero a las ciudades estado griegas y provocar la oposición a Esparta. Visitó Atenas, Tebas, Corinto, y Argos. Incitó a Tebas a que provocara a Esparta a la guerra, comenzando la guerra de Corinto, que se alargó del 395 al 387 a. C.
El objetivo principal de la misión de Timócrates, que logró, era forzar la retirada del rey espartano Agesilao y su ejército de Jonia. El éxito en esta misión de Timócrates era la base para la declaración famosa, registrada por Plutarco, de «mil arqueros persas habían impulsado a [Agesilao] fuera de Asia», haciendo referencia al arquero que fue estampado en las monedas de oro persas (dáricos).